# Joanna Bartel
Joanna Bartel (ur. 29 grudnia 1951 w Świętochłowicach) – polska aktorka, artystka kabaretowa, wokalistka, konferansjerka.

## Życiorys
Urodziła się i wychowała w Świętochłowicach. W dzieciństwie trenowała pływanie i już wówczas przejawiała zainteresowania artystyczne. Studiowała grafikę na Akademii Sztuk Pięknych.
Podczas studiów występowała w bytomskim kabarecie studenckim „Pyrlik”. Pod koniec lat 70. rozpoczęła wieloletnią współpracę z Andrzejem Rosiewiczem, w którego zespole śpiewała i tańczyła oraz wzięła także udział w nagraniu jego płyty Dobry interes (1981). Następnie przez siedem lat występowała z Tadeuszem Drozdą. Równolegle do kariery estradowej zaczęła występować w filmach – najważniejsze role wykreowała w filmach Komedianci z wczorajszej ulicy (1986) i Sławna jak Sarajewo (1987).  
Pod koniec lat 80. zamieszkała w Kolonii, gdzie pracowała jako barmanka i portrecistka. W roku 1998 zaczęła występować również dla tamtejszej Polonii. Jakiś czas później otrzymała jedną z głównych ról w serialu komediowym TVP2 Święta wojna (2000–2009), w którym wcielała się w rolę Anny Dworniok (zwanej Andzią). Rola ta przyniosła jej ogólnopolską popularność i sympatię widzów. Kilka lat później zagrała drugoplanową rolę Krystyny Riedel, matki Ryśka, w filmie Skazany na bluesa (2005), występowała również z autorskimi programami kabaretowym Tok Szok i ABS Asia Bartel Show.
Pojawiła się także w programie Dyżurny Satyryk Kraju, emitowanym w Polsacie jako Ślązaczka. Występowała także w spotach reklamowych Telezakupów Mango, prowadziła program Śmiechu warte (2008–2009), podkładała głosy kobiet w serialu Niewolnica Isaura (2008) w TVS oraz nagrała swój głos do zapowiedzi przystanków w Tramwajach Śląskich.

## Życie prywatne
Jest córką Eugeniusza (zm. w 2010) i Hildegardy (1929–2018) Bartlów. Miała także brata, który zmarł w 2012. Nie założyła rodziny.

## Filmografia
- 1980: Alicja jako dozorczyni (także wykonanie piosenek)
- 1981: Białe tango (odc. 8)
- 1986: Komedianci z wczorajszej ulicy jako Adela (także autorka piosenki)
- 1986: Budniokowie i inni
- 1987: Sławna jak Sarajewo jako Cyla
- 1999–2008: Święta wojna jako Andzia Dworniok, żona Bercika
- 2005: Skazany na bluesa jako Krystyna Riedel, matka Ryśka
- 2007: Ryś jako głos Krysi Wafelówy
- 2010: Milion dolarów jako kierowniczka w Klubie Emeryta
- 2011: Na dobre i na złe  jako pacjentka Elżbieta Ryciak (odc. 435)

### Głosy
- 2008: Niewolnica Isaura – role kobiece.

## Nagrody
- 2005 – Kryształowy Granat – nagroda dla najlepszej aktorki komediowej na IX Ogólnopolskim Festiwalu Filmów Komediowych w Lubomierzu.